# Alain Ménargues
Alain Ménargues, né le 23 janvier 1947 à Baden-Baden et mort le 5 septembre 2021 à Villejuif, est un journaliste d'investigation et écrivain français, ancien directeur de l'information de Radio France Internationale.

## Biographie

### Carrière
Correspondant de Radio France de 1982 à 1995, à Beyrouth puis au Caire, Alain Ménargues est spécialiste du monde arabe et a été envoyé spécial permanent au Moyen-Orient pendant plus de 15 ans. Il fut journaliste indépendant et écrivain, installé en Arabie saoudite de septembre 2010 jusqu'à sa mort.
Il collabore par ailleurs à de nombreuses publications françaises, ainsi qu'à des radios de divers pays.

#### Prises de position
Il s'est notamment illustré par des prises de position où, selon certains, l'antisionisme vire à l'antisémitisme :
- dans Les Secrets de la guerre du Liban, il dénonce ce qu'il affirme être le rôle des militaires israéliens dans les exactions commises par les phalangistes chrétiens contre les Palestiniens au Liban, durant la guerre civile ;
- dans Le Mur de Sharon, il dénonce les inégalités existantes au sein de la société israélienne entre les citoyens juifs et les autres, qualifiant l'État israélien d'« État raciste » du fait de ses discriminations, et attribue la construction du « Mur de Sharon » à une volonté de « séparation des purs et des impurs » prônée selon lui dans le Lévitique.

##### La polémique sur «Le Mur de Sharon»
Le 28 juillet 2004, Alain Ménargues est nommé directeur de l'information de RFI. En septembre de la même année sort son livre Le Mur de Sharon dans lequel il anticipe les problèmes qui risquent de lui arriver pour vouloir dénoncer certains aspects de la politique israélienne et les interpréter à la lumière de supposées caractéristiques du judaïsme. Il reçoit des critiques virulentes de certains journalistes notamment du quotidien Libération, et ses propos tenus sur Radio Courtoisie (une radio qu'Alain Ménargues, dans une interview publiée le 15 octobre 2004, définit comme «une radio catholique située à l'extrême droite») sont jugés « intolérables » par les syndicats du personnel de RFI qui obtiennent le 19 octobre sa démission de ses fonctions de directeur de l'information.
À cette date, Alain Ménargues fait encore partie du personnel de RFI, et le PDG de la station envisage de lui confier d'autres responsabilités. Cependant, le quotidien Libération publie le 19 octobre des propos d’Alain Ménargues où celui-ci affirme « avoir été victime d’une “manip” conduite « par un noyau de Juifs communautaires » qui ne supporteraient pas qu’Israël soit critiqué ». À la suite de cette dernière déclaration, une assemblée générale du personnel de RFI se tient le jour même, à l’appel de toutes les formations syndicales. L’assemblée adopte un communiqué où elle déclare: « Nous, tous les personnels de RFI, dénonçons les propos insultants de M. Ménargues qui ne reposent évidemment sur aucune réalité. (…) Nous rejetons toute incitation à la haine raciale.»
Les syndicats de RFI sont ensuite reçus à leur demande par le PDG de RFI qui, selon l’AFP, est « choqué par les propos de M. Ménargues ». Le 19 octobre au soir, le PDG décide du licenciement d'Alain Ménargues.
Les propos d'Alain Ménargues qui ont déclenché cette affaire sont en fait un résumé de thèses exposées dans son livre Le Mur de Sharon, expliquant la construction du « mur de Sharon » par des considérations relatives à la religion juive. Dominique Vidal, dans Le Monde diplomatique les juge ainsi : « Caractéristiques de la propagande antisémite, ces thèses essentialistes — que nous rejetons s'agissant de l'islam comme du christianisme — sont aussi absurdes que dangereuses». Par ailleurs, le mensuel français L'Arche publie un dossier montrant que plusieurs passages de l'ouvrage d'Alain Ménargues sont copiés mot pour mot de publications d'auteurs négationnistes et d'extrême droite . Pierre-André Taguieff estime que l'argumentaire de Ménargues relève des « thèmes récurrents qui structurent l’imaginaire antijuif moderne ».
L'organe antisémite néo-nazi américain, IHR, nommé Journal of Historical Review, publiait en juillet-août 1993 un article « Zionism and the Third Reich ». L'Arche affirme que le livre de Ménargues copie cet article.
Alain Ménargues dénonce ce qu'il considère comme un amalgame volontaire entre critique de la politique israélienne et antisémitisme ayant pour but de couper court à toute critique et de se positionner en tant que victime. L'essentiel de la polémique visant Alain Ménargues porte, non sur ses critiques de la politique israélienne, mais sur sa thèse centrale selon laquelle la construction du « Mur de Sharon » résulterait d'un impératif propre au judaïsme concernant la séparation des «purs» (juifs) et des «impurs» (non-juifs). Selon le témoignage d'un spécialiste français en la matière, le grand rabbin Alexis Blum, l'idée d'une telle « séparation » n'existe nulle part dans le judaïsme ; les affirmations d'Alain Ménargues en la matière sont, déclare Alexis Blum à la revue L'Arche (décembre 2004), « un tissu d'élucubrations et de contrevérités venant soit d'un inculte — ce que je veux croire —, soit d'un homme animé d'intentions malveillantes » .
Début juillet 2005, l'association des Amis du Monde diplomatique annule une conférence d'Alain Ménargues devant ses adhérents, et diffuse parmi ses sections une lettre les mettant en garde contre le supposé danger que les discours de Ménargues pourraient diffuser en France en se faisant l'écho d'un antisémitisme déguisé en critique de la politique du gouvernement israélien. Le secrétaire général des Amis du Monde diplomatique écrit notamment: « En introduisant dans votre livre l’idée que la construction du mur aurait des origines et un fondement ethnico-religieux, vous franchissez une frontière que nous nous refusons fermement pour notre part à traverser. »
Alain Ménargues réagit par une lettre ouverte au directeur du Monde diplomatique et aux présidents des clubs des Amis du Monde diplomatique (lettre qui sera plus tard diffusée sur Internet). Quelques groupes locaux ont passé outre l'interdit en le conviant à des conférences, mais l'association des Amis du Monde diplomatique a supprimé l'annonce de ces conférences de son site Internet.
La Cour d'appel de Paris, dans un arrêt rendu le 6 mars 2009, a estimé que les propos d’Alain Ménargues avaient été émis « dans le cadre de sa liberté d’expression d’auteur, insusceptible de tomber sous le coup du pouvoir disciplinaire de l’employeur. » Quant au « prétendu trouble (..) il s’avère dépourvu de pertinence et doit donc être écarté ». Pour le reste, la Cour a jugé « qu’aucune des fautes invoquées par la société RFI à l’encontre d’Alain Ménargues n’étant établie, (son) licenciement doit être dépourvu de cause réelle et sérieuse ». RFI a été condamnée à verser à son ancien n° 2 l’intégralité des droits inhérents à son licenciement, aux indemnités qui lui sont dues pour ses 32 ans d’ancienneté dans l’audiovisuel public et à des dommages et intérêts.
La Cour de cassation, dans un arrêt rendu le 9 mars 2011 a confirmé le jugement de la cour d'appel.

### Mort
Il meurt le 5 septembre 2021 à Villejuif. Ses obsèques ont lieu le 11 septembre suivant en l'église Saint-Vincent de Mendive (Pyrénées-Atlantiques).

## Œuvres
- Les Larmes de la colère, Presses de la Renaissance, Paris, 1996  (ISBN 978-2-85616-600-0).
- Les Secrets de la guerre du Liban Tome 1: Du coup d'État de Béchir Gémayel aux massacres des camps palestiniens, Albin Michel, Paris, 2004  (ISBN 978-2-226-12127-1).
- Le Mur de Sharon, Presses de la Renaissance, Paris, 2004  (ISBN 978-2-7509-0060-1).
- Les Secrets de la guerre du Liban Tome 2: Des massacres de Sabra et Chatila au voyage d'Amine Gemayel a Damas, éditions Libairie Internationale, 2012  (ISBN 978-9-953-03571-0).

## Prix
- 1985 : Prix Pierre Mille pour la couverture des événements libanais,
- 1988 : Prix SCOOP pour la couverture de l'actualité du monde arabe,
- 2004 : Prix Palestine - Mahmoud Hamchari pour son livre Le Mur de Sharon.